# Littorina aspera
Littorina aspera är en snäckart som beskrevs av Philippi 1846. Littorina aspera ingår i släktet Littorina och familjen strandsnäckor. Inga underarter finns listade i Catalogue of Life.